# 刘谦 (卫生部副部长)
刘谦（1956年2月—），生于北京，籍贯云南昆明，中国共产党及中华人民共和国官员，中华人民共和国卫生部副部长、中华人民共和国国家卫生和计划生育委员会副主任。

## 生平
1981年4月加入中国共产党，1974年1月参加工作，大学本科学历，研究员。1978年9月到1983年8月，在山西医学院医疗系学习。1984年4月到1995年8月，历任卫生部科技教育司科员、主任科员、副处长、处长。其间，1993年2月到5月在美国波士顿大学医学院学习、1993年5月到1994年5月，在美国麻省理工学院生物技术工程中心做访问学者。1995年9月到1999年2月，历任科技部（原为国家科委）中国生物工程开发中心主任助理、副主任，1999年3月到2001年7月任主任（正局级）。在该中心任职期间，还曾兼任国际遗传工程和生物技术中心（ICEGB）中国分中心主任、中国—欧盟生物技术中心（CEBC）中方主任，国家863计划生物技术领域办公室主任、专家委员会委员。
2001年7月到2007年9月，任中国医学科学院、中国协和医科大学党委书记、常务副院（校）长，2004年11月起兼任北京协和医院院长。2007年9月，任卫生部副部长、党组成员。其间，2009年2月到3月在美国哈佛大学肯尼迪政府学院（SEF班）学习。2013年2月起，兼任中央保健委员会委员、中央保健委员会办公室主任。2013年4月任国家卫生和计划生育委员会副主任、党组成员。2018年当选第十三届全国人大代表、全国人大教育科学文化卫生委员会副主任委员。